# 배두한
배두한(1978년 1월 7일~)은 대한민국의 남자 CF 감독이다.

## 학력
- 중앙고등학교 (졸업)
- 서강대학교 컴퓨터공학학과 (졸업)